# Градско веће (Србија)
Градско веће са градоначелником чини извршни орган градова у Србији.

## Састав и одлучивање градског већа
Састав градског већа чини:
- градоначелник (истовремено је и председник градског већа)
- заменик градоначелника (члан градског већа по функцији)
- чланови градског већа

Градско веће, чије чланове бира скупштина града на предлог градоначелника, може имати до 9 чланова за градове до 100.000 становника, односно до 11 за градове преко 100.000 становника, у складу са подацима последњег пописа становништва.
Градоначелник представља градско веће, сазива и води његове седнице, а такође је одговоран за законитост рада градског већа и дужан је да обустави примену одлуке градског већа за коју сматра да није сагласна са законима.
Градско веће може да одлучује ако седници присуствује већина од укупног броја његових чланова. Градско веће одлучује већином гласова присутних чланова, ако законом или статутом града за поједина питања није предвиђена друга већина. Организација, начин рада и одлучивања градског већа, детаљније се уређује његовим пословником, у складу са Законом о локалној самоуправи и статутом.

### Избор градског већа
Избор градског већа се обавља у скупштини града на мандат од 4 године тајним гласањем, већином од укупног броја одборника. Кандидате за чланове већа предлаже кандидат за градоначелника. Приликом изгласавања кандидата заградоначелника, гласа се уједно и за градско веће.
Чланови већа које бира скупштина не могу истовремено бити и одборници, а могу бити задужени за једно или више одређених подручја из надлежности општине. Одборник који је изгласан за члана градског већа, губи свој мандат. Чланови градског већа могу бити на сталном раду у граду.

### Прекид мандата градског већа
Разрешењем градоначелника престаје мандат и градског већа, али постоји могућност и да се члан градског већа разреши пре истека времена на које су биран, на предлог градоначелника или најмање једне трећине одборника скупштине града, на исти начин на који су изабрани. Истовремено са предлогом за разрешење члана градског већа, градоначелник је дужан да скупштини градаподнесе предлог за избор новог члана градског већа, која истовремено доноси одлуку о разрешењу старог и о избору новог члана већа.
Члан градског већа може поднети оставку, где председник скупштине града обавештава одборнике на почетку прве наредне седнице скупштине града о поднетој оставци, али члан градског већа у оставци обавља своје дужности и врше текуће послове све док се не изабере нови члан градског већа.

## Надлежности градског већа
Надлежности градског већа су:
- предлагање статута, буџета и друге одлуке и акте које доноси скупштина
- непосредно извршава и стара се о извршавању одлука и других аката скупштине града
- доноси одлуку о привременом финансирању у случају да скупштина града донесе буџет пре почетка фискалне године
- врши надзор над радом градске управе, поништава или укида акте градске управе који нису у сагласности са законом, статутом и другим општим актом или одлуком које доноси скупштина града
- решава у управном поступку у другом степену о правима и обавезама грађана, предузећа и установа и других организација у управним стварима из надлежности града
- прати реализацију програма пословања и врши координацију рада јавних предузећа чији је град оснивач
- подноси тромесечни извештај о раду јавних предузећа скупштини града, ради даљег извештавања у складу са законом којим се уређује правни положај јавних предузећа
- стара се о извршавању поверених надлежности из оквира права и дужности Републике, односно аутономне покрајине
- поставља и разрешава начелника градске управе, односно начелнике управа за поједине области
- врши и друге послове, у складу са законом